# Earth Is the Loneliest Planet
Earth Is the Loneliest Planet è un brano del cantante inglese Morrissey.
Terzo singolo tratto dall'album World Peace Is None of Your Business, Earth Is the Loneliest Planet viene pubblicato in versione download digitale il 3 giugno del 2014 dalla Harvest/Capitol. Il brano compare anche come b-side sulla versione 10" di World Peace Is None of Your Business.

## Realizzazione
Scritto assieme al tastierista Gustavo Manzur e prodotto da Joe Chiccarelli, il brano è stato registrato in Francia, negli studi La Fabrique di Saint-Rémy-de-Provence, nel febbraio 2014 e con l'ausilio della band che solitamente accompagna Morrissey nei concerti dal vivo.
Il video promozionale, diretto da Natalie Johns e pubblicato il 2 giugno del 2014, è una versione spoken word della canzone e ritrae Morrissey e l'attrice Pamela Anderson al tramonto, sul tetto della Capitol Tower di Los Angeles.

## Tracce
1. Earth Is the Loneliest Planet – 3:28

## Formazione
- Morrissey – voce
- Solomon Walker - basso
- Boz Boorer - chitarra
- Jesse Tobias - chitarra
- Matt Walker - batteria
- Gustavo Manzur - tastiere